# Opole (suddivisione amministrativa)
L'opole (corrispondente al termine latino vicinia) è un'unità amministrativa storica in Polonia. Un opole era caratterizzato da stretti legami geografici tra un gruppo di insediamenti e da responsabilità legali comuni che li riguardavano tutti collettivamente. L'istituzione dell'opole è precedente al Regno di Polonia e cominciò a "scomparire" tra il XIII e il XV secolo. Era l'unità amministrativa più bassa del regno polacco medievale, subordinata alla castellania.
Un opole in particolare prenderebbe il nome dal suo più grande insediamento capitale chiamato czoło (parola che comunemente significa "fronte"). In particolare, il termine è sopravvissuto come nome di una delle principali città della Polonia, Opole, ed è anche associato alla tribù degli Opolani.

## Storia e funzione
L'organizzazione dell'opole è precedente al primo stato polacco, il Regno di Polonia. Gli opole erano caratteristici delle tribù slave e avevano la loro genesi nei legami tra quartieri. Nella struttura organizzativa flessibile di quei tempi, l'opole rappresentava una fase intermedia tra una famiglia allargata e la tribù più ampia; Henryk Łowmiański si riferisce agli opole come alle "unità costitutive della tribù". Inizialmente, a seconda della densità degli abitanti, un opole poteva coprire un'area compresa tra poche decine e poche centinaia di chilometri quadrati, con una superficie media di circa 300 chilometri quadri (120 mi²). Gli opole comprenderebbe sia insediamenti più grandi che singoli manieri.
Gli opole avevano diverse forme di responsabilità collettiva ; ad esempio, i membri dell'opole erano tenuti a pagare determinate tasse come unità e a svolgere servizi per lo stato (come fornire bestiame o aiutare nella ricerca dei fuggitivi). In alcuni documenti, il termine opole verrebbe utilizzato per riferirsi a tali obblighi.
Gli stretti legami geografici tra un gruppo di insediamenti e le responsabilità legali comuni che li riguardano tutti insieme possono essere considerati le principali caratteristiche distintive di un opole. Tuttavia, Bardach nota che non si sa praticamente nulla dell'organizzazione interna dell'opole. Erano subordinati alla castellania locale.
Gli opole cominciarono a scomparire tra il XIII e il XV secolo.  Secondo Bardach, le cause includevano la proliferazione di insediamenti che applicavano il diritto di Magdeburgo (codici legali tedeschi) e l'avvento delle immunità economiche e giudiziarie tra i signori feudali (nobiltà e clero), che sottrassero molti insediamenti alla giurisdizione dello Stato. Questi processi si accelerarono all'epoca della frammentazione della Polonia (dal XII al XIV secolo).  Gli opole scomparvero per primi in Slesia e nella regione della Piccola Polonia, e sopravvissero più a lungo nella regione della Masovia, nella Polonia centro-orientale.